# Zuger Kirschtorte

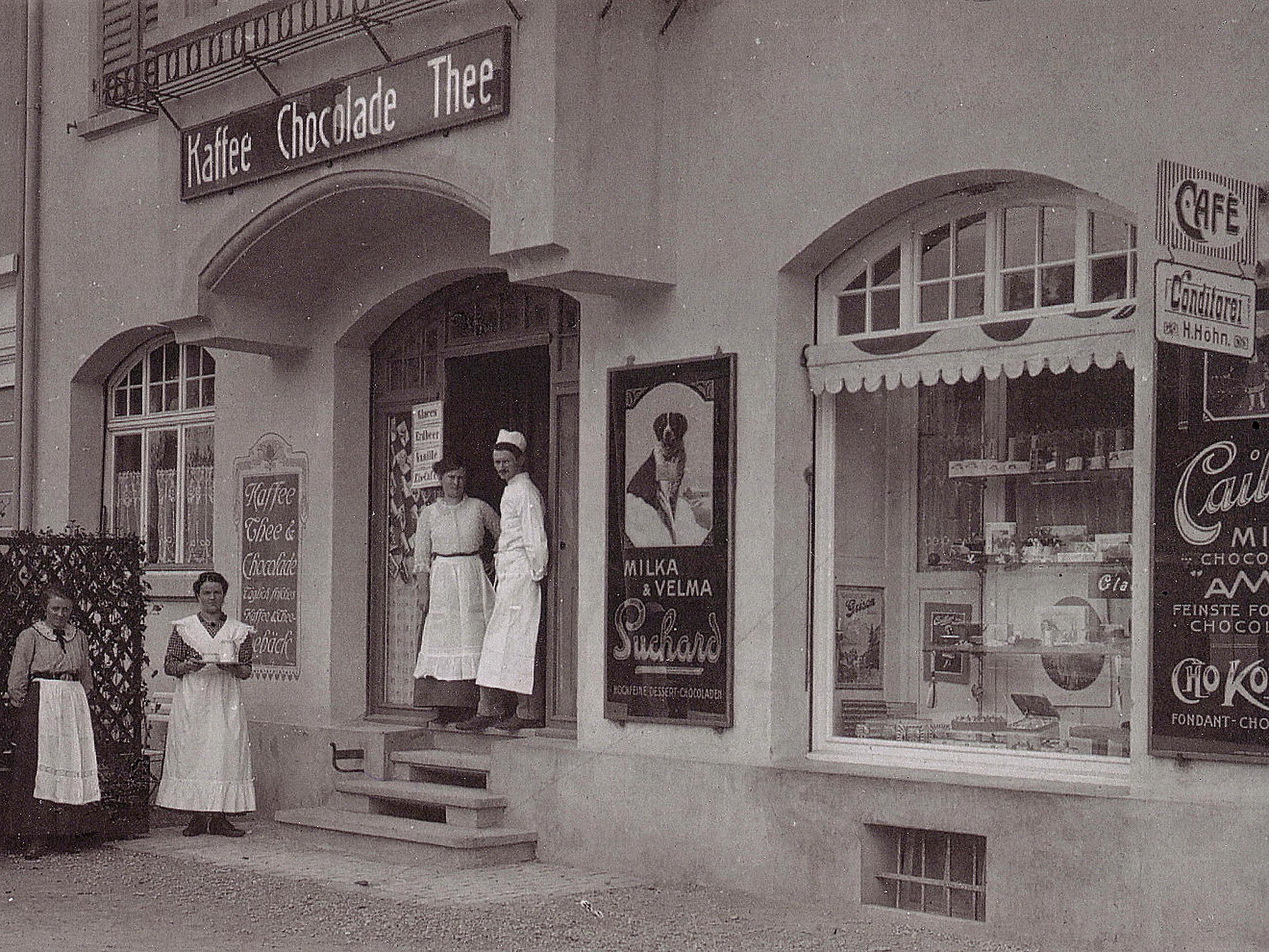
Kirschtortenerfinder Heinrich Höhn zusammen mit Angestellten 1913/14 vor seinem Ladenlokal an der Zuger Alpenstrasse 7.

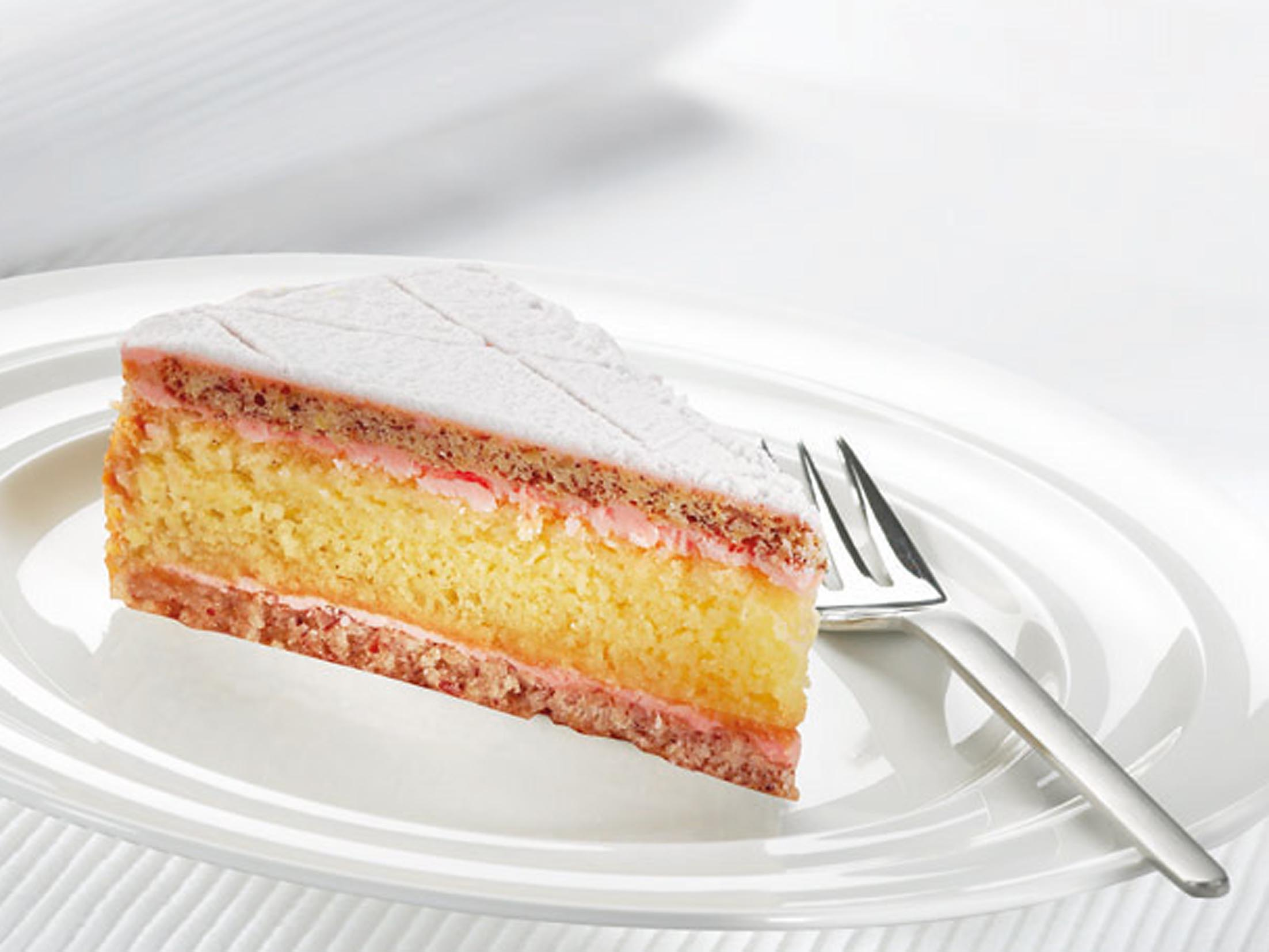
Zuger Kirschtorte

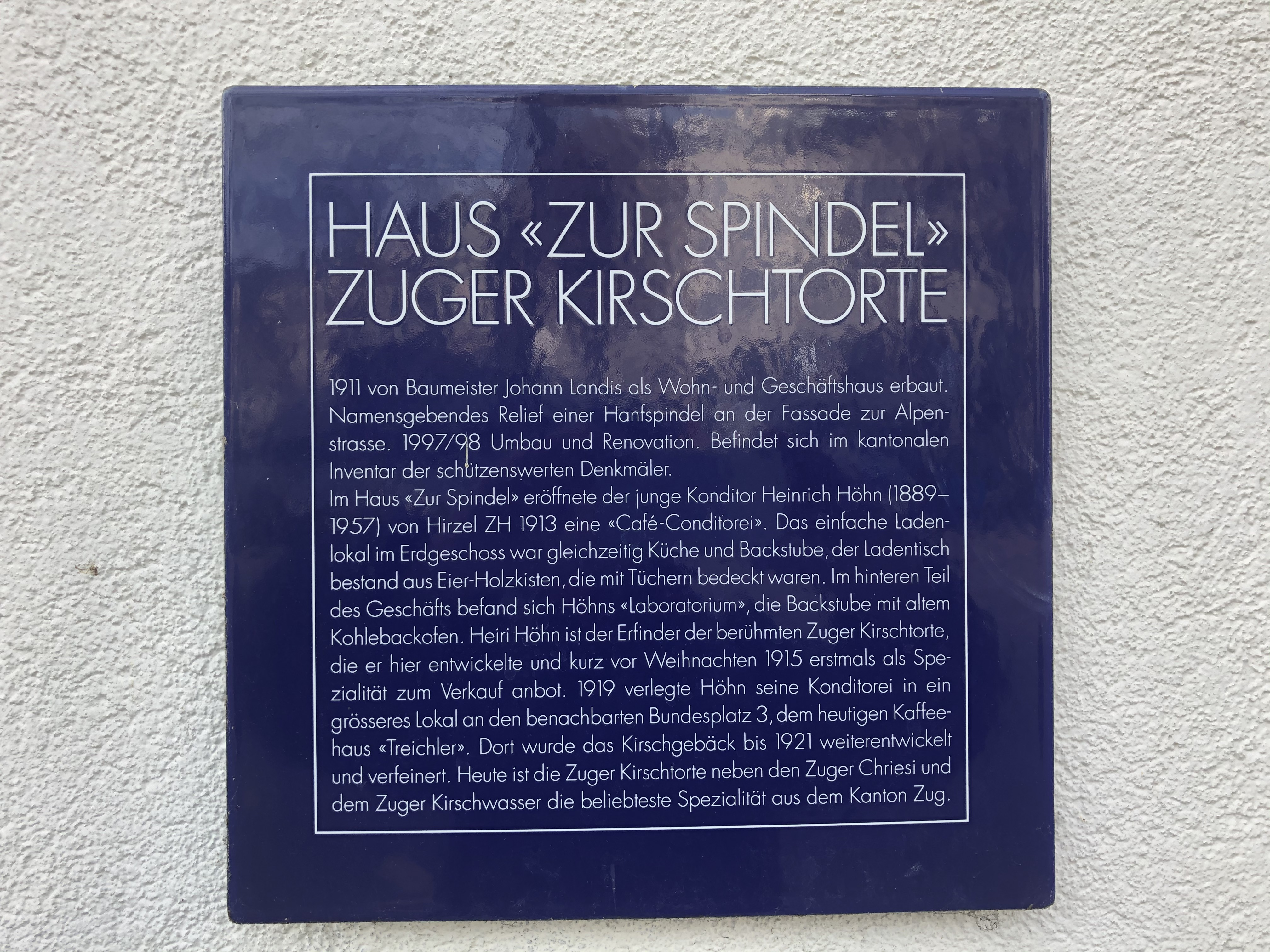
Infotafel am Haus «Zur Spindel»

Die Zuger Kirschtorte ist eine aus zwei Japonaisböden, Biskuit, Kirschsirup und Kirschtortencrème bestehende runde Torte aus dem Kanton Zug. Die Oberfläche der Torte ist mit Puderschnee bestäubt, der Tortenrand mit gerösteten Mandelscheiben dekoriert. Die Torte ist maximal 5 Zentimeter hoch und hat einen Durchmesser von mindestens 10 Zentimetern. Das Rautenmuster im Puderschnee ist ebenfalls Teil des Originalrezepts. Seit 2015 ist die Torte unter der Bezeichnung «Zuger Kirschtorte» gesetzlich geschützt (GGA/IGP, Geschützte Geografische Angaben). Sie darf nur im Kanton Zug hergestellt werden und enthält ausschliesslich «AOP Zuger Kirsch» oder «AOP Rigi Kirsch». Diese Regelung gilt ab 1. November 2022 auch in der EU.

## Geschichte
Erfunden wurde die Zuger Kirschtorte im Jahre 1915 vom Konditor Heinrich Höhn (1889–1957). Der in Herisau geborene und in Hirzel beheimatete und mit 24 Jahren nach Zug übergesiedelte Fachmann hatte zuvor lange an der richtigen Rezeptur einer mit Kirsch getränkten Torte getüftelt. Zur Tortenkreation inspiriert wurde Höhn von den blühenden Kirschbäumen in der Region Zug, der Vielfalt an aromatischen Kirschwassern sowie durch die in unmittelbarer Nachbarschaft domizilierten Kirschwasser-Destillerien.
1913 eröffnete Heinrich Höhn zusammen mit seiner Frau Hanna die «Conditorei u. Caffee H. Höhn» im Haus «Zur Spindel» an der Alpenstrasse 7 direkt neben dem Bahnhof Zug. Das erste Werbeinserat für seine neue «Zuger Kirschtorte» erschien bereits an Weihnachten 1915 in der «Zuger Zeitung», weshalb dieses Jahr als offizielles Erfindungsjahr der Torte gilt. Schnell war klar, dass Höhn seine Torte nicht nur Einheimischen, sondern auch Besuchern aus der umliegenden Region schmackhaft machen wollte. Angelockt durch Inserate in der Neuen Zürcher Zeitung unternahmen nach 1918 bereits die ersten «Automobilisten» Ausflüge nach Zug, um dort Kirschtorten zu kaufen. Im Jahre 1919 zog Höhn mit seinem Geschäft ins Haus «Merkur» an der Bundesstrasse 3 in Zug und verfeinerte dort sein Tortenrezept weiter. 1922 liess Höhn die Zuger Kirschtorte beim Eidgenössischen Amt für Geistiges Eigentum in Bern schützen. Aus dieser Zeit stammen auch eine originale Handskizze des Tortendekors mit dem typischen Rautenmuster sowie eine reich illustrierte Original-Verpackung für den Versand der Torte. In der Folge zog die Zuger Kirschtorte ihren Siegeszug rund um die Welt an und wurde mehrmals ausgezeichnet, unter anderem 1923 in Luzern mit der Goldmedaille und 1928 in London mit der Silbermedaille. Es folgten weitere Goldmedaillen 1930 in Zürich und Zug, 1935 in Zug, 1938 in Luxemburg, 1954 in Bern und 1964 an der Expo.64 in Lausanne. Zu Ehren des Kirschtorten-Erfinders komponierte Fritz Mensik, ein periodisch in Zug gastierender Wiener Salonmusiker, den «Zuger Heiri-Höhn-Marsch».
Motiviert durch den guten Ruf, den die Torte genoss, begannen auch Höhns Konkurrenten mit der Herstellung von Kirschtorten. In den 1930er Jahren sah sich Höhn gezwungen, gerichtlich gegen den illegalen Verkauf von angeblich «echten Zuger-Kirschtorten-Rezepten» bzw. gegen die missbräuliche Verwendung des Begriffs der «echten Zuger Kirschtorte» vorzugehen. 1943 übergab der Erfinder das erfolgreiche Geschäft samt den Torten-Schutzrechten an seinen Chefkonditor Jacques Treichler, der in Spitzenzeiten 100'000 Kirschtorten pro Jahr produzierte. 1970 übernahm sein Sohn Erich Treichler die Konditorei, ab 1989 führte dessen Frau Madeleine den Betrieb weiter. Seit 2004 gehört der Betrieb der «Treichler Zuger Kirschtorten AG». Die Konditorei Treichler stellt das Kirschdessert nach überliefertem Originalrezept her und bezeichnet sich als «Erfinderhaus der Zuger Kirschtorte».
Neben dem seit 1870 weltbekannten Zuger Kirsch gehört die Zuger Kirschtorte zu den bekanntesten und beliebtesten Spezialitäten aus der Region Zug und wird heute in die ganze Welt verschickt. Prominente Zeitgenossen wie der englische Premier Winston Churchill, General Guisan, der Komiker und Regisseur Charlie Chaplin, die Hollywood-Schauspielerin Audrey Hepburn oder der Fürst von Liechtenstein gehörten zu den Geniessern der Zuger Kirschtorte. Auch in den Vatikan werden bis heute regelmässig Torten verschickt, die für das katholische Oberhaupt bestimmt sind. Papst Franziskus nahm 2013 eine Zuger Kirschtorte der Konditorei Treichler persönlich entgegen.
Das Rezept der handgefertigten Zuger Kirschtorte hat sich seit ihrer Erfindung immer ein wenig verändert. Einerseits wurden gewisse Zutaten ersetzt, andererseits gab es auch Optimierungen in der Produktion. Die bedeutendste Veränderung betrifft die Menge des Kirschs, die mit der Zeit anstieg. Das Originalrezept von Höhn ist nicht handschriftlich überliefert, hingegen existiert eine Abschrift mit einem detaillierten Beschrieb der Tortenherstellung aus den 1930er Jahren. Das Kirschtortenrezept im 1933 erschienenen Kochbuch der Zuger Haushaltungsschule «Salesianum» gilt als älteste publizierte Überlieferung.
2008 wurde die Zuger Kirschtorte offiziell ins Inventar «Kulinarisches Erbe der Schweiz» aufgenommen. Zur Förderung der Zuger Kirschtorte ist 2010 die Zuger Kirschtorten Gesellschaft, der Zusammenschluss aller Zuger Kirschtortenproduzenten, gegründet worden. Der neue Verein hat das Ziel, die Kirschtorte als wichtiges historisches Kulturgut zu bewahren und damit das Image des Kantons Zug zu fördern.

## Herstellung
Das Zusammensetzen der Torte erfolgt ausschliesslich von Hand. Zunächst werden aus mit gemahlenen Mandeln, Haselnüssen und etwas Mehl ergänzter Baisermasse zwei dünne Japonaisböden hellbraun gebacken. Dann wird ein Biskuit aus Biskuitmasse, bestehend aus Zucker, Eiern, Mehl, Backpulver und Wasser gebacken. Für die Füllung wird Buttercrème mit Kirschwasser aromatisiert und mit Randensaft (Rote Beete) rosa eingefärbt. Anschliessend wird auf den ersten Japonaisboden ein Teil dieser Kirschtortencrème verteilt, der Biskuitboden aufgelegt und mit dem Kirschsirup, einer Mischung aus Läuterzucker und Kirschwasser, getränkt. Es folgen eine weitere Schicht Kirschtortencrème und der zweite Japonaisboden. Der Seitenrand des Biskuits wird ebenfalls mit Crème bestrichen. Zuletzt wird die Torte mit Kirschtortencrème überzogen, der Rand mit gerösteten Mandelscheiben dekoriert und die Oberseite mit Puderschnee überstäubt. In diesen Puderdeckel drückt der Konditor zum Schluss das typische Rautenmuster ein.
Heute existieren im Kanton Zug 10 Kirschtorten-Produzenten, die jährlich über 250'000 Kirschtorten herstellen und dafür rund 15'000 Liter Zuger Kirsch verwenden. Die hohe Nachfrage nach dem einheimischen Kirsch sorgt dafür, dass die für das Zuger Landschaftsbild typischen Hochstamm-Kirschbäume in der Region gepflegt und trotz hohem Siedlungsdruck neu angepflanzt werden. Die Zuger Kirschtorte verkauft sich das ganze Jahr über gut, Verkaufsspitze ist während der Weihnachtszeit.

## Museum
2013 eröffnete im Zuger Stadtzentrum das «Zuger Kirschtorten Museum». Es zeigt rund 200 historische Exponate und erzählt die Entstehung, Geschichte und Machart der Kirschtorte, die noch heute ein wichtiges Wahrzeichen Zugs bildet. 2015 war im Zuger Neustadt-Quartier die «Zuger Kirschtorten Meile» in Betrieb, eine Open-Air-Schau mit 5 drehbaren Bildstationen, auf denen die Geschichte der Zuger Kirschen, des Zuger Kirschwassers und der Zuger Kirschtorte gezeigt wurde.